# Fleksnes
Fleksnes' fataliteter eller bare benævnt Fleksnes var en norsk tv-komedieserie der blev vist på NRK i årene 1972-2002. Hovedrollen som den selvglade ungkarl Marve Fleksnes spilles af Rolv Wesenlund. Hans mor spilles af Aud Schønemann, hans far af Finn Mehlum, og Henki Kolstad er St. Peter.
Serien om Fleksnes byggede på den britiske radio- og fjernsynsserie Hancock's Half Hour skrevet af makkerparret Ray Galton og Alan Simpson. Serien blev oversat til norsk og instrueret af den svenske instruktør Bo Ture Hermansson.
Serien blev hurtig en stor succes i Norge, men spredte sig også til Danmark, Sverige og Island, hvor alle afsnit har været vist på TV. Både Rolv Wesenlund og Marve Fleksnes-figuren blev til tider regnet som to af de mest kendte nordmænd i udlandet, og bekræftede mange svenskeres syn på nordmænd som naive og latterlige.
I 2009 gik produktionsselskabet SF Norge i gang med at producere en julekalender for børn med navnet Den unge Fleksnes, der første gang blev vist i 2010 på TVNorge.

## Hovedpersonen Marve Almar Fleksnes
Marve Almar Fleksnes er en påståelig, egenrådig og social uintelligent mand i hat og frakke, der kværulerer sig gennem livet. Efter et kort ophold hos den norske marine flytter Marve ind i sit eget hjem, men det forhindrer ikke hans mor, kaldet "moder'n", i at få sin egen nøgle, så hun kan komme og gå, som det passer hende. Dette skaber gennem mange afsnit både pinlige og morsomme hændelser. Marve er en tragikomisk figur, der ofte tænker højt, og sjældent udtrykker sig, så det passer til situationen.
Wesenlund forstod ikke selv rollefigurens popularitet, men serien tog udgangspunkt i britisk humor, der altid har slået an i Norge. Indspilningen af serien var hektisk med korte frister for at få alt klart. Det tog en uge at indspille én episode, iberegnet en læsedag, og straks én episde var færdig, gik man i gang med den næste. Iblandt gik det skejs, og én episode er derfor aldrig blevet vist. Det blev ikke aftalt, der var kun en indforstået enighed om, at den ikke burde vises.

## Episoder
Det blev i alt produceret 40 episoder af Fleksnes (plus den, der aldrig blev vist). Den norske TV-kanal NRK var producent for dem alle. De blev vist i Norge i årene 1972, 1974, 1976, 1981, 1982, 1988, 1995 og 2002.
De sidste afsnit blev optaget i 1988 og klippet sammen med tidligere optagelser. Disse var ment som en afslutning på serien, men alligevel kom der to senere afsnit. Afsnittet Morderen, som forsvandt, vist i 1995, var optaget i 1981. Men da de originale bånd blev slettet ved en fejltagelse, var det eneste intakte af optagelserne nogle VHS-bånd af tvivlsom kvalitet. Det var ud fra disse bånd, man i 1995 redigerede afsnittet færdigt, og viste det på norsk fjernsyn.
I 2001 blev et nyt afsnit, Himmelen kan vente, færdiggjort baseret på tidligere optagelser. Da afsnittet 28. december 2002 blev vist i Norge, fulgte over én million seere med. De engelske manusforfatterne havde skrevet episoden specielt for den norske serie.

## Sagt af Fleksnes
Der ligger et land mod den evige sne.
Det er ikke stort vi kan gøre ved det.